# Ramón Serrano Suñer
Ramón Serrano Suñer (ur. 12 września 1901 w Kartagenie, zm. 1 września 2003 w Madrycie) – hiszpański polityk, minister spraw wewnętrznych i zagranicznych Hiszpanii oraz założyciel stacji radiowej o nazwie Radio Intercontinental. Był również szwagrem żony hiszpańskiego dyktatora, generała Francisco Franco.

## Młodość
Urodził się w Kartagenie w pochodzącej z Katalonii rodzinie inżyniera, pracującego w porcie Castellón de la Plana w Walencji. Chociaż był wybitnym uczniem, jego ojciec nieprzychylnie odnosił się do jego marzeń o studiach prawniczych. Mimo tego, zapisał się na wydział prawa na uniwersytecie w Madrycie. Studiował tam razem z José Antonio Primo de Riverą (synem hiszpańskiego dyktatora Miguela Primo de Rivery i założycielem Falangi). Spędził również rok w Bolonii, gdzie zapoznał się z założeniami faszyzmu.

## Kariera polityczna
Chociaż Serrano Suñer początkowo odmówił zapisania się do Falangi, wkrótce zasiadł w składzie Kortezów Generalnych (parlamentu hiszpańskiego) (lata 1933–1936) z ramienia ugrupowania konserwatywnego. Podczas hiszpańskiej wojny domowej w latach 1936–1939 poparł gen. Franco. W lutym 1936 r. został aresztowany i zamknięty w więzieniu republikańskim za udział w spisku, mającym na celu obalenie republiki. Jednak w październiku 1936 r. zbiegł z więzienia, przebrany za kobietę. Następnie, dzięki wsparciu ze strony floty argentyńskiej, przedostał się do Francji, skąd mógł udać się do siedziby gen. Franco w Salamance (miasto w zachodniej Hiszpanii). Tam miał okazję uczestniczyć w walkach po stronie rebeliantów z ugrupowania narodowców. Serrano Suñer wydostał się z rąk republikanów pomimo „ognia krzyżowego”, w którym postawił go wybuch wojny domowej. Tymczasem obaj jego bracia zostali zgładzeni przez władze republikańskie. Serrano Suñer, przetrwawszy ten najcięższy okres, dożył, jak na ironię, setnej rocznicy urodzin.
W rządzie nacjonalistów pracował na stanowisku ministra spraw wewnętrznych (lata 1938–1940) oraz ministra spraw zagranicznych (lata 1940–1942). W roku 1940 założył państwową agencję informacyjną EFE. Funkcję szefa hiszpańskiej dyplomacji tę powierzono mu w uznaniu jego zasług w budowaniu przyjacielskich stosunków z Benito Mussolinim. Posadę ministra spraw zagranicznych piastował od 18 października 1939 r. do 3 września 1942 r.
Chociaż Serrano Suñer współpracował z gen. Franco, to sprzeciwiał się wzrostowi znaczenia Kościoła katolickiego w polityce falangistów. Szwagrowie toczyli między sobą spory polityczne. Serrano Suñer oskarżał gen. Franco o budowanie kultu jednostki, tymczasem Franco postrzegał Serrano Suñera jako człowieka stającego się „cierniem na łonie partii”, który zbyt ostro krytykuje politykę rządu.

## Zaangażowanie w II wojnę światową
W roku 1940 r. Serrano Suñer, Franco i Adolf Hitler spotkali się w mieście Hendaye w południowo-zachodniej Francji, by przedyskutować kwestię przystąpienia Hiszpanii do II wojny światowej po stronie państw Osi. Po odegraniu przez niego decydującej roli w ustanowianiu administracji gen. Franco w Hiszpanii, do Serrano Suñera przylgnął obiegowy przydomek Cuñadísimo (kalka z Generalísimo, stopnia wojskowego noszonego przez Franco), co w wolnym tłumaczeniu oznacza „nadszwagra” albo „superszwagra”. Mimo iż Serrano Suñer opowiadał się za włączeniem Hiszpanii do grona państw Osi, Franco postanowił, że Hiszpania nie zaangażuje się w II wojnę światową. Hitler był rozczarowany faktem, że Serrano Suñer nie próbował wywrzeć wpływu na gen. Franco, by wesprzeć Niemcy i określił go mianem „grabarza nowej Hiszpanii”. Aby załagodzić spór z niemieckim przywódcą, Serrano Suñer zaproponował wysłanie ochotniczej hiszpańskiej Błękitnej Dywizji do walki u boku Niemców przeciwko Związkowi Radzieckiemu i komunizmowi.
W roku 1942 r., po przystąpieniu Stanów Zjednoczonych do wojny, a także po klęskach niemieckich na froncie wschodnim oraz incydencie w bazylice w Begonie, Serrano Suñer został zmuszony do rezygnacji z urzędu ministra spraw zagranicznych oraz prezesa rady politycznej Falangi. Po II wojnie światowej napisał do Franco list nawołujący, by zarezerwować w rządzie miejsca dla intelektualistów pozostających na uchodźstwie. Gdy Franco przeczytał list, dopisał na marginesie ironiczne Ho-ho. Serrano Suñer ostatecznie wycofał się z życia publicznego w 1947, jednak żył dłużej niż większość jego byłych współpracowników.